# Pinzolo
Pinzolo là một đô thị ở Val Rendena trong vùng Alps thuộc Ý. Đô thị này nằm ở độ cao 800 m, trong tỉnh tự trị Trento.
Đây là một khu vực trượt tuyết vào mùa Đông.